# Sosoliso Airlines
Sosoliso Airlines war eine nigerianische Fluggesellschaft mit Sitz in Enugu.

## Geschichte
Die Gründung der Sosoliso Airlines erfolgte 1994 durch die Muttergesellschaft Sosoliso Limited. Für die Aufnahme des Flugbetriebs am 26. Juli 2000 verwendete man eine Boeing 727-200, die man in Kooperation mit JAT Airways betrieb.
Im Zeitraum von 2001 bis 2003 folgten zusätzlich zwei Douglas DC-9, die man ebenfalls von JAT Airways mietete.
Die Gesellschaft wurde am 14. Dezember 2005 nach dem Absturz von Sosoliso-Airlines-Flug 1145 durch Präsident Olusegun Obasanjo gegroundet.
Als die nigerianische Regierung 2007 eine Kapitalerhöhung von allen Fluggesellschaften des Landes zur Verbesserung der Sicherheitsstandards verlangte, gelang es Sosoliso Airlines nicht, die notwendige Frist einzuhalten. Die Gesellschaft verlor zum 30. April desselben Jahres ihre Genehmigung; der Betrieb wurde eingestellt.

## Flugziele
Sosoliso verband mit Passagier- und Frachtflügen von Lagos aus die fünf größten Städte des Landes. Darüber hinaus stellte man das eigene Fluggerät für Charterflüge zur Verfügung.

## Flotte
Zum Zeitpunkt der Betriebseinstellung bestand die Flotte der Sosoliso Airlines aus vier Flugzeugen:
| Flugzeugtyp             | Anzahl | Luftfahrzeugkennzeichen |
| ----------------------- | ------ | ----------------------- |
| Douglas DC-9            | 2      | 5N-BFA, 5N-BFS          |
| McDonnell Douglas MD-81 | 1      | 5N-BGL                  |
| McDonnell Douglas MD-82 | 1      | 5N-BII                  |
| Gesamt                  | 4      |                         |

## Zwischenfälle

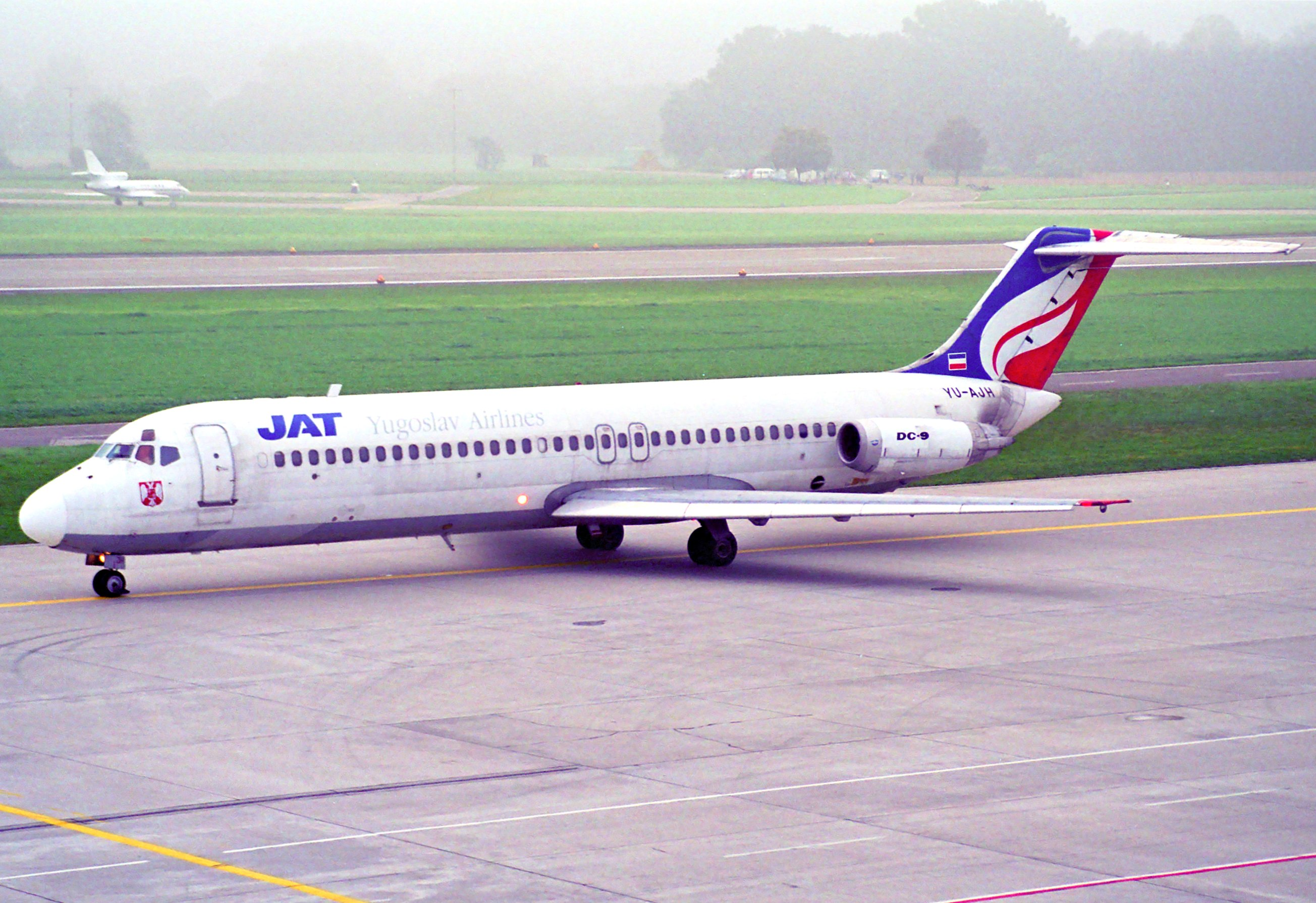
Die verunglückte DC-9 1997 im Einsatz für JAT Airways

- Am 10. Dezember 2005 befand sich mit Sosoliso-Airlines-Flug 1145 eine Douglas DC-9 im ILS-Landeanflug auf die Bahn 21 des Flughafens Port Harcourt. Die Besatzung entschied sich trotz widriger Wetterverhältnisse und fehlender Sicht auf die Landebahn beim Passieren der Entscheidungshöhe den Endanflug fortzusetzen. Als man sich bei 204 Fuß doch zum Durchstarten entschloss, sank das Flugzeug dennoch weiter und setzte mit dem Heck auf einer Grasfläche zwischen Landebahn und Rollweg auf. Der hintere Rumpf traf nach 60 Metern auf eine freigelegte Wasserleitung; Triebwerk Nummer 2 und die rückwärtige Fluggasttreppe rissen ab. Dadurch fing das Flugzeug Feuer und zerbrach auf den folgenden 790 Metern. Alle sieben Besatzungsmitglieder sowie 108 der 110 Passagiere wurden getötet.[8]